# Stemmatosteres kuchari
Stemmatosteres kuchari är en stekelart som beskrevs av Yoshimoto 1972. Stemmatosteres kuchari ingår i släktet Stemmatosteres och familjen sköldlussteklar. Inga underarter finns listade i Catalogue of Life.